# Astrosociologia
|  | No s'ha de confondre amb Sociologia de l'espai. |

L'astrosociologia, sociologia de l'espai exterior o sociologia de l'Univers és l'estudi de la relació entre l'espai exterior, els llocs extraterrestres i l'Univers, i la societat en general. Es tracta d'un estudi interdisciplinari entre les ciències relacionades amb l'espai i la sociologia que pretén entendre l'impacte de la societat humana fora del nostre sistema planetari actual.
L'astrosociologia se centra en l'exploració espacial i qüestions relacionades juntament amb les dimensions socials i culturals de l'espai exterior des del punt de vista de la civilització humana.

## Història

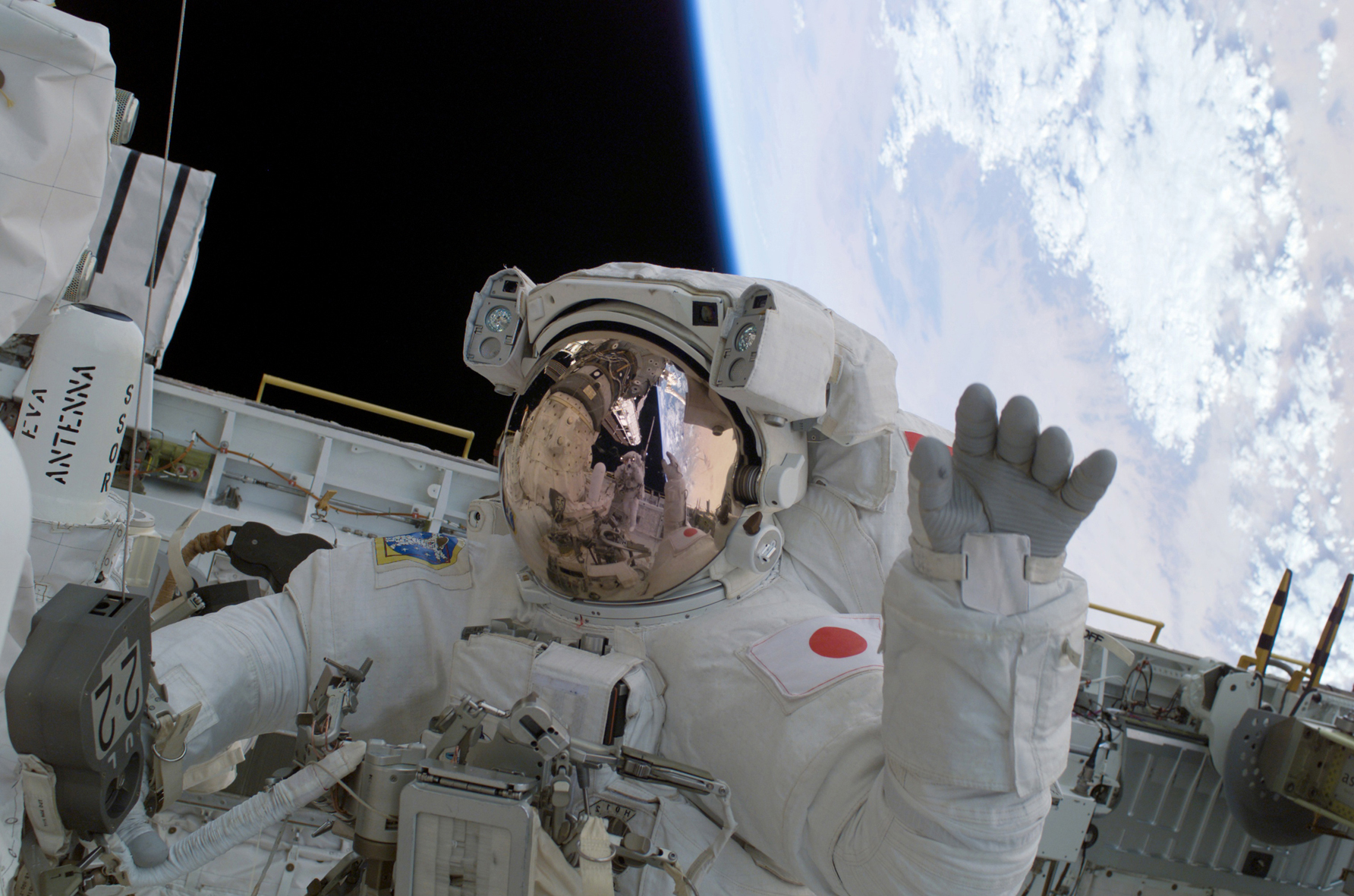
L'astronauta japonès Soichi Noguchi saludant durant la missió STS-114

La primera antologia, que es considerava una contribució a l'astrosociologia, es va publicar a Moscou el 1969 i després el 1971 en una traducció a l'anglès pel servei de traducció de la NASA. L'editor, l'astrofísic soviètic Samuil Aronovich Kaplan (1921-1978), va definir l'exosociologia en la introducció en analogia amb l'exobiologia: el tema de l'exobiologia és l'aparició i l'evolució de la vida en condicions extraterrestres, mentre que l'exosociologia és l'aparició i desenvolupament de civilitzacions intel·ligents. En aquestes condicions s'han d'examinar, d'una banda, avaluant dades sobre l'aparició i creixement de la civilització terrestre, però d'altra banda en el futur també avaluant les dades del programa SETI.
El filòsof i germanista estatunidenc Lewis White Beck (1913-1997) va discutir l'estatus epistemològic i l'epistemologia de les exociències en un assaig de 1971 i, ja coneixedor del projecte de Kaplan, també va esmentar l'exosociologia. El que Peter Winch va formular sobre l'antropologia es pot aplicar a això: «Explorar seriosament una altra forma de vida significa necessàriament ampliar la nostra pròpia manera de vida, i no només encaixar aquesta altra forma de vida als límits ja vàlids dels nostres». Beck no va veure el benefici de generalitzar les troballes terrestres per a civilitzacions extraterrestres, sinó de dissenyar models més abstractes dins dels quals les condicions terrestres s'havien d'entendre com a manifestacions específiques de principis més generals. D'aquesta manera, les hipòtesis sobre situacions en altres llocs que no siguin a la Terra podrien aportar una nova llum sobre la nostra situació terrestre, mentre que les generalitzacions de l'evidència terrestre podrien, en el millor dels casos, donar una visió feble i incerta de les condicions extraterrestres.
L'antologia Cultures Beyond the Earth va aparèixer el 1974 com una contribució des del vessant antropològic, sorgida de les contribucions de la conferència de l'any anterior de l'Associació Americana d'Antropologia. El focus aquí no es va centrar en obtenir o anticipar coneixements sobre la naturalesa de les civilitzacions extrahumanes («no humanes»), sinó en examinar els efectes sobre la societat humana que resulten de la colonització de l'espai i dels contactes interculturals amb cultures significativament diferents de l'esperat. El que l'Informe Brookings encarregat per la NASA ja havia donat motiu de preocupació l'any 1961, és a dir, l'experiència històrica de societats per a les quals el contacte inicial amb cultures estrangeres havia portat a la desintegració o adaptació de la seva pròpia cultura, també va provocar un escenari de risc en experiments pràctics durant la dècada del 1980 en forma de jocs de rol, que haurien de servir per a la preparació pràctica i l'adquisició de coneixements sobre la «resposta humana» a aquests primers contactes.
El 1983, el sociòleg Jan H. Mejer, que ensenya a la Universitat de Hawaii, va redactar en un article en una revista[10] «exo-sociologia» com una nova disciplina que hauria de tractar, com es construeix socialment l' «estrangeria» i què se'n pot derivar per a la futura comprensió dels estranys extraterrestres com la ciència terrestre, especialment la sociològica, podria esbrinar alguna cosa sobre la constitució de les societats extraterrestres en el cas del seu descobriment. El projecte Mejers no va tenir conseqüències pràctiques per a la comunitat científica, però recentment va ser tornat a l'agenda en una forma modificada pel politòleg i sociòleg Michael Schetsche.
En la investigació estatunidenca, el sociòleg Jim Pass, en particular, ha defensat una investigació que va rebatejar com a «astrosociologia» des del 2003, l'àrea temàtica de la qual es redueix a les interaccions entre la societat i els seus «fenòmens astrosocials», va definir aquest últim com la totalitat de tots els fenòmens socials que estan directament o indirectament relacionats amb els viatges espacials o amb alguna de les ciències espacials.
L'astrosociologia va començar com a subcamp i àrea d'estudi interdisciplinari l'any 2003 per investigar la relació bidireccional que existeix entre l'espai exterior i la societat, o els fenòmens astrosocials (per exemple, els patrons socials, culturals i de comportament relacionats amb l'espai exterior).
El 2008, Jim Pass va crear l'Institut de Recerca d'Astrosociologia (ARI) com a centre de recerca sense ànim de lucre per avançar en el camp de l'astrosociologia.

## Àrees de recerca

### Comercialització de l'espai
Es pot veure que el procés i el fenomen de la globalització s'estan expandint més enllà del nostre sistema planetari i cap a la comercialització espacial. Els impulsos de mercat del capitalisme i el neoliberalisme presenten l'espai com un recurs sense aprofitar per a la comercialització. Això presenta un canvi de la carrera espacial i l'astropolítica de la Guerra Freda a una nova era de comercialització espacial. Exemples d'això es veuen a Blue Origin i SpaceX, que ofereixen serveis de contracte privat semblants als de les agències governamentals com la NASA.

### Vida extraterrestre
L'existència de vida extraterrestre, la vida fora de la Terra, és una recerca científica en curs i un debat social. L'astrobiologia i la geologia planetària són algunes de les disciplines interessades a trobar vida en altres llocs de l'espai. L'astrosociologia els creua explorant les dimensions socials de trobar vida extraterrestre, explorant l'impacte dels sistemes humans a través de la religió i l'economia.
També hi ha investigacions sobre com aquests llocs extraterrestres i la vida potencial es podrien interrelacionar amb el nostre propi món, amb els sistemes ambientals i ecològics globals aquí a la Terra, i viceversa. Aquesta relació potencial de l'espai i els llocs extraterrestres que afecten la nostra societat, la humanitat i els humans tal com ens coneixem juntament amb el nostre impacte en altres llocs juga un paradigma astrosociològic en curs dins de la investigació.

#### Hipòtesis
Per permetre que els astrosociobiòlegs comencin a especulacions sobre les condicions i les característiques de les civilitzacions extraterrestres, es fan diverses suposicions:
1. Existeixen civilitzacions extraterrestres;
2. Les civilitzacions extraterrestres s'han de semblar en part a les nostres en termes de:
  - característiques físiques i cognitives;
  - característiques de la societat.

Alternativament, els astrosociobiòlegs assumeixen que la vida intel·ligent es va desenvolupar en condicions ambientals similars i un procés d'evolució similar al de la humanitat.
Avui dia és difícil dir si aquestes suposicions són vàlides. Per exemple, la hipòtesi de la Terra especial i la paradoxa de Fermi suggereixen que podem ser els únics a la galàxia. També és possible que els extraterrestres i la seva civilització s'assemblen a la nostra civilització. L'astrosociobiologia també es barreja amb el determinisme ambiental. Els astrosociobiòlegs argumenten que tots aquests punts es poden contrarestar amb el principi copernicà i una variant del principi antròpic. No s'ha de suposar, argumenten, que l'espècie humana és única i que s'ha de començar amb la premissa que l'espècie humana és habitual.

#### Possibles característiques extraterrestres
Després de donar aquestes hipòtesis, els astrosociobiòlegs intenten fer prediccions sobre característiques que poden ser comunes a totes les societats extraterrestres. Per exemple, a partir de l'experiència humana, els astrosociobiòlegs conclouen que totes les civilitzacions passen per les mateixes etapes, incloent l'agricultura, la industrialització, la democratització, la globalització i l'era de la informació. Es fan hipòtesis similars sobre el desenvolupament de les innovacions tecnològiques (arquetip tecnològic universal) i els avenços científics (inclòs l'ordre desigual en què es desenvolupen els avenços).
Els astrosociobiòlegs també especulen sobre la intel·ligència avançada, incloses les intel·ligències que poden haver evolucionat més enllà de l'era actual de la humanitat. Però la dificultat de participar en aquesta discussió és que es tracta de debats altament especulatius. Actualment, els astrosociobiòlegs no tenen dades que recolzin la idea que una civilització humana podria continuar en el futur previsible. De fet, tenint en compte la paradoxa de Fermi, els científics poden tenir una dada que suggereix quin és el límit que una civilització avançada podrà desenvolupar.
Tanmateix, a mesura que l'espècie humana avança pas a pas, els astrosociobiòlegs assumeixen que els extraterrestres (en el passat i en el futur) han passat per les mateixes etapes.

#### Tipus de civilitzacions
L'astrònom soviètic Nikolai Kardaixov va introduir un mètode per classificar els tipus de civilitzacions l'any 1964. Amb l'escala de Kardaixov, les classificacions s'assignen en funció de la quantitat d'energia utilitzable de què pot disposar una civilització, augmentant de manera logarítmica:
- Tipus I: una civilització capaç d'aprofitar tota l'energia disponible d'un planeta i els seus satèl·lits naturals, aproximadament 1016 W;
- Tipus II: una civilització capaç d'aprofitar tota l'energia disponible d'una estrella i el seu sistema planetari, aproximadament 1026 W;
- Tipus III: una civilització capaç d'aprofitar tota l'energia disponible d'una galàxia, aproximadament 1036 W.
- Tipus IV: una civilització capaç d'aprofitar tota l'energia disponible d'un supercúmul galàctic, aproximadament 1046 W.
- Tipus V: una civilització capaç d'aprofitar tota l'energia disponible de l'Univers, aproximadament 1056 W (altament especulativa).

La civilització humana encara no ha completat completament el Tipus I, només és capaç d'aprofitar una part de l'energia de la Terra. Carl Sagan especula que la civilització actual de la humanitat està al voltant de 0,7H en una escala de 0,0A a 9,9Z.
Una de les principals crítiques a l'escala Kardaixov és que la seva graduació és imprecisa, amb la diferència entre el Tipus II i el Tipus III de deu ordres. Se suposa que els tipus d'una civilització significativa probablement resideixen dins d'aquest nivell.

### Civilitzacions humanes més enllà de la Terra
Un focus de l'astrosociologia és la presència de poblacions humanes fora dels límits de la Terra. Un article presentat a l'Institut Americà de Física (AIP) per Jim Pass el 2006 deia: «Per diverses raons, la construcció d'una única colònia espacial representa una realitat social futura amb molta probabilitat que es reprodueixi repetidament com avenços del segle xxi».
Les ramificacions dels entorns socials més enllà de la Terra, amb l'avenç de noves tecnologies i programes logístics com SpaceX i Deep Space Transport, creen preguntes per a la continuació de la societat fora de la Terra. Un problema important es troba al voltant del temps i de com s'entén el pas del temps fora del cicle dia-nit aquí a la Terra.
L'existència humana fora de la Terra crea noves àrees de dimensions astrosocials i astropolítiques que les nostres societats mai han experimentat fins ara.
L'astrosociologia presenta l'espai actualment com un factor extrasocial (per exemple, no relacionat amb el nostre món social), com un constructe social fora de la nostra experiència social i relacionat basat en l'opinió pública. A mesura que les nostres exploracions a l'espai continuen trencant la dura divisió de la societat i l'Univers, l'espai esdevé cada cop més un factor social dins de les nostres experiències socials.

### Exploració espacial
Entendre l'expansió futura a llocs com la Lluna, Mart i altres llocs fora de la Terra necessita una reflexió sobre els factors sociològics al llarg de les fases d'exploració.
Un exemple d'això és mirar les exploracions espacials passades i les dinàmiques socials, des de les relacions de lideratge entre els astronautes fins a la programació de treball i descans, per proporcionar una visió sociològica de futures missions d'exploració espacial. A mesura que els humans romanen en una fase d'exploració i viatge espacials, l'atenció astrosociològica se centra sovint en els aspectes microsocials de l'espai que es creen en situacions com l'Estació Espacial Internacional i futures missions espacials.